# 库埃瓦斯德圣克莱门特
库埃瓦斯德圣克莱门特，是西班牙卡斯蒂利亚-莱昂布尔戈斯省的一个市镇。总面积13平方公里，总人口68人（2001年），人口密度5人/平方公里。